# Selinsgrove
Selinsgrove es un borough ubicado en el condado de Snyder en el estado estadounidense de Pensilvania. En el año 2000 tenía una población de 5.383 habitantes y una densidad poblacional de 1,076.9 personas por km².

## Geografía
Selinsgrove se encuentra ubicado en las coordenadas 40°48′09″N 76°51′47″O / 40.80250, -76.86306.

## Demografía
Según la Oficina del Censo en 2000 los ingresos medios por hogar en la localidad eran de $31,034 y los ingresos medios por familia eran $42,500. Los hombres tenían unos ingresos medios de $29,679 frente a los $22,115 para las mujeres. La renta per cápita para la localidad era de $13,401. Alrededor del 16.7% de la población estaba por debajo del umbral de pobreza.